# Ciruyung
Ciruyung is een bestuurslaag in het regentschap Cilacap van de provincie Midden-Java, Indonesië. Ciruyung telt 2584 inwoners (volkstelling 2010).